# Meropenem/vaborbactam
Meropenem/vaborbactam, vendido bajo el nombre comercial Vabomere entre otros, es un medicamento combinado utilizado para tratar infecciones complicadas del tracto urinario, infecciones abdominales complicadas y neumonía adquirida en el hospital. Contiene meropenem, un antibiótico β-lactámico, y vaborbactam, un inhibidor de la β-lactamasa .  Se administra mediante inyección en vena.
Los efectos secundarios más frecuentes son dolor de cabeza, inflamación en el lugar de la inyección, náuseas, diarrea, inflamación hepática y niveles bajos de potasio en sangre.  Los efectos secundarios graves pueden ser anafilaxia, convulsiones y diarrea asociada a Clostridium difficile .  No está claro si su uso durante el embarazo es seguro. El meropenem actúa bloqueando la construcción de la pared celular bacteriana, mientras que el vaborbactam bloquea la descomposición del meropenem por algunas β-lactamasas.
La combinación fue aprobada para uso médico en los Estados Unidos en 2017 y en Europa en 2018. Está en la Lista de Medicamentos Esenciales de la Organización Mundial de la Salud .  En Estados Unidos cuesta unos 1.126 dólares al día a partir de 2019. 